# Johan Hjulhammar
Johan Hjulhammar, född 1661, var en svensk adelsman och sergeant vid Livgardet, samt konvertit till islam.

## Biografi
Johan Hjulhammar föddes som son till överstelöjtnant och jägmästare Gustaf Hjulhammar (1630–1712) och Christina Bure (1644–1698).
Hjulhammar var student vid Uppsala universitet 1676.
1684 reste han till Ostindien och blev kommendant i Batavia, motsvarande nuvarande Jakarta på ön Java i Indonesien. Han begav sig därefter till Turkiet och konverterade där till islam.